# Poecilium eximium
Poecilium eximium är en skalbaggsart som beskrevs av Holzschuh 1995. Poecilium eximium ingår i släktet Poecilium och familjen långhorningar. Inga underarter finns listade i Catalogue of Life.